# يلا هازه
يلا هازه (بالألمانية: Jella Haase)‏ هي ممثلة ألمانية، ولدت في 1992 ببرلين في ألمانيا.

## وصلات خارجية
- يلا هازه على موقع IMDb (الإنجليزية)
- يلا هازه على موقع ميتاكريتيك (الإنجليزية)
- يلا هازه على موقع روتن توميتوز (الإنجليزية)
- يلا هازه على موقع مونزينجر (الألمانية)
- يلا هازه على موقع قاعدة بيانات الأفلام العربية
- يلا هازه على موقع ألو سيني (الفرنسية)
- يلا هازه على موقع تيرنر كلاسيك موفيز (الإنجليزية)
- يلا هازه على موقع أول موفي (الإنجليزية)
- يلا هازه على موقع قاعدة بيانات الأفلام السويدية (السويدية)
- يلا هازه على موقع ديسكوغز (الإنجليزية)